# Theridion poecilum
Theridion poecilum är en spindelart som beskrevs av Zhu 1998. Theridion poecilum ingår i släktet Theridion och familjen klotspindlar. Inga underarter finns listade i Catalogue of Life.